# Cantagallo
Cantagallo là một comune (đô thị) ở tỉnh Prato nằm ở vùng Tuscany, nằm cách khoảng 30 km về phía tây bắc của Florence và khoảng 15 km về phía bắc của Prato. Vào thời điểm ngày 31 tháng 12 năm 2004, đô thị này có dân số 2.822 và diện tích là 94,9 km².
Đô thị Cantagallo có các đơn vị frazioni (đơn vị trực thuộc, chủ yếu là làng): Fossato, Gavigno, L'Acqua, Luicciana, Migliana, Gricigliana, La Rocca di Cerbaia, Carmignanello, Usella, and Il Fabbro.
Cantagallo giáp các đô thị sau: Barberino di Mugello, Camugnano, Montale, Montemurlo, Pistoia, Sambuca Pistoiese, Vaiano, Vernio.